# Cantón de Cagnes-sur-Mer-Oeste
El cantón de Cagnes-sur-Mer-Oeste era una división administrativa francesa que estaba situada en el departamento de Alpes Marítimos y la región de Provenza-Alpes-Costa Azul.

## Composición
El cantón estaba formado por 3 comunas más una fracción de la comuna de Cagnes-sur-Mer:
- Cagnes-sur-Mer (fracción)
- La Colle-sur-Loup
- Saint-Paul-de-Vence
- Villeneuve-Loubet

## Supresión del cantón de Cagnes-sur-Mer-Oeste
En aplicación del Decreto nº 2014-227 de 24 de febrero de 2014, el cantón de Cagnes-sur-Mer-Oeste fue suprimido el 22 de marzo de 2015 y sus 4 comunas pasaron a formar parte; tres del nuevo cantón de Villeneuve-Loubet y una del nuevo cantón de Cagnes-sur-Mer-2.